# 吉米·帕內塔
吉米·帕內塔（英語：Jimmy Panetta；1969年10月1日—）是美国加利福尼亚州的一位民主黨政治家。2016年，他當選為加利福尼亞第20國會選區的聯邦眾議員。他在2015年11月宣布將參加眾議員選舉，並在11月的選舉中當選。